# Temporada 2000-01 de la NBA

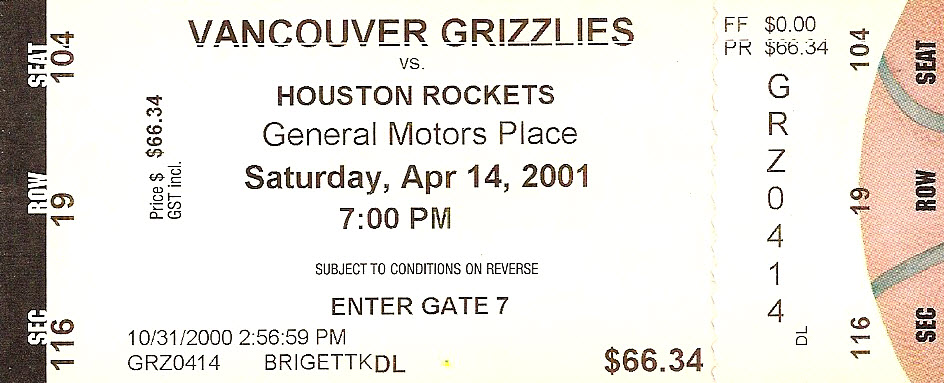
Entrada de uno de los partidos de la temporada

La temporada 2000-01 de la NBA fue la quincuagésimo quinta en la historia de la liga. La temporada finalizó con Los Angeles Lakers como campeones de la NBA por segundo año consecutivo tras derrotar a Philadelphia 76ers por 4-1.

## Aspectos destacados
- El All-Star Game de la NBA de 2001 se disputó en el MCI Center de Washington D. C., con victoria del Este por 111-110. Allen Iverson fue el MVP del partido.
- Los Grizzlies jugaron su última temporada en Vancouver.
- Houston Rockets consiguió el mejor porcentaje de victorias (54.9%) para un equipo fuera de playoffs. El récord fue superado en la temporada 2007-08 por Golden State Warriors.
- Dallas Mavericks jugó su última campaña en el Reunion Arena.
- Tras ganar 56 partidos en temporada regular, los Lakers se alzaron con el campeonato con un balance de 15-1 en playoffs, consiguiendo el mejor récord de la historia.
- Philadelphia 76ers completó una de las mejores temporadas en su historia, ganando 5 trofeos individuales; Allen Iverson los MVP de la temporada y  All-Star, Larry Brown el Mejor Entrenador del Año, Aaron McKie el Mejor Sexto Hombre y Dikembe Mutombo el Mejor Defensor.

## Clasificaciones
| Equipo             | V  | D  | %V   | P  |
| ------------------ | -- | -- | ---- | -- |
| Philadelphia 76ers | 56 | 26 | .683 | -  |
| Miami Heat         | 50 | 32 | .610 | 6  |
| New York Knicks    | 48 | 34 | .585 | 8  |
| Orlando Magic      | 43 | 39 | .524 | 13 |
| Boston Celtics     | 36 | 46 | .439 | 20 |
| New Jersey Nets    | 26 | 56 | .317 | 30 |
| Washington Wizards | 19 | 63 | .232 | 37 |

| Equipo              | V  | D  | %V   | P  |
| ------------------- | -- | -- | ---- | -- |
| Milwaukee Bucks     | 52 | 30 | .634 | -  |
| Toronto Raptors     | 47 | 35 | .573 | 5  |
| Charlotte Hornets   | 46 | 36 | .561 | 6  |
| Indiana Pacers      | 41 | 41 | .500 | 11 |
| Detroit Pistons     | 32 | 50 | .390 | 20 |
| Cleveland Cavaliers | 30 | 52 | .366 | 22 |
| Atlanta Hawks       | 25 | 57 | .305 | 27 |
| Chicago Bulls       | 15 | 67 | .183 | 37 |

| Equipo                 | V  | D  | %V   | P  |
| ---------------------- | -- | -- | ---- | -- |
| San Antonio Spurs      | 58 | 24 | .707 | -  |
| Dallas Mavericks       | 53 | 29 | .646 | 5  |
| Utah Jazz              | 53 | 29 | .646 | 5  |
| Minnesota Timberwolves | 47 | 35 | .573 | 11 |
| Houston Rockets        | 45 | 37 | .549 | 13 |
| Denver Nuggets         | 40 | 42 | .488 | 18 |
| Vancouver Grizzlies    | 23 | 59 | .280 | 35 |

| Equipo                 | V  | D  | %V   | P  |
| ---------------------- | -- | -- | ---- | -- |
| Los Angeles Lakers C   | 56 | 26 | .683 | -  |
| Sacramento Kings       | 55 | 27 | .671 | 1  |
| Phoenix Suns           | 51 | 31 | .622 | 5  |
| Portland Trail Blazers | 50 | 32 | .610 | 6  |
| Seattle Supersonics    | 44 | 38 | .537 | 12 |
| Los Angeles Clippers   | 31 | 51 | .378 | 25 |
| Golden State Warriors  | 17 | 65 | .207 | 39 |

* V: Victorias
* D: Derrotas
* %V: Porcentaje de victorias
* P: Partidos de diferencia respecto a la primera posición
* C: Campeón

## Playoffs
|  | Primera Ronda     | Primera Ronda | Primera Ronda |   |              | Semifinales de Conferencia | Semifinales de Conferencia | Semifinales de Conferencia |  |    | Finales de Conferencia | Finales de Conferencia | Finales de Conferencia |  |    | Finales de la NBA | Finales de la NBA | Finales de la NBA |
|  |                   |               |               |   |              |                            |                            |                            |  |    |                        |                        |                        |  |    |                   |                   |                   |
|  | E1                | Philadelphia* | 3             |   |              |                            |                            |                            |  |    |                        |                        |                        |  |    |                   |                   |                   |
|  | E8                | Indiana       | 1             |   |              |                            |                            |                            |  |    |                        |                        |                        |  |    |                   |                   |                   |
|  | E8                | Indiana       | 1             |   | E1           | Philadelphia*              | 4                          |                            |  |    |                        |                        |                        |  |    |                   |                   |                   |
|  |                   |               |               |   | E1           | Philadelphia*              | 4                          |                            |  |    |                        |                        |                        |  |    |                   |                   |                   |
|  |                   | E5            | Toronto       | 3 |              |                            |                            |                            |  |    |                        |                        |                        |  |    |                   |                   |                   |
|  | E4                | E5            | Toronto       | 3 | New York     | 2                          |                            |                            |  |    |                        |                        |                        |  |    |                   |                   |                   |
|  | E4                |               |               |   | New York     | 2                          |                            |                            |  |    |                        |                        |                        |  |    |                   |                   |                   |
|  | E5                | Toronto       | 3             |   |              |                            |                            |                            |  |    |                        |                        |                        |  |    |                   |                   |                   |
|  | E5                | Toronto       | 3             |   |              |                            |                            |                            |  | E1 | Philadelphia*          | 4                      |                        |  |    |                   |                   |                   |
|  | Conferencia Este  |               |               |   |              |                            |                            |                            |  | E1 | Philadelphia*          | 4                      |                        |  |    |                   |                   |                   |
|  |                   | E2            | Milwaukee*    | 3 |              |                            |                            |                            |  |    |                        |                        |                        |  |    |                   |                   |                   |
|  | E3                | E2            | Milwaukee*    | 3 | Miami        | 0                          |                            |                            |  |    |                        |                        |                        |  |    |                   |                   |                   |
|  | E3                |               |               |   | Miami        | 0                          |                            |                            |  |    |                        |                        |                        |  |    |                   |                   |                   |
|  | E6                | Charlotte     | 3             |   |              |                            |                            |                            |  |    |                        |                        |                        |  |    |                   |                   |                   |
|  | E6                | Charlotte     | 3             |   | E6           | Charlotte                  | 3                          |                            |  |    |                        |                        |                        |  |    |                   |                   |                   |
|  |                   |               |               |   | E6           | Charlotte                  | 3                          |                            |  |    |                        |                        |                        |  |    |                   |                   |                   |
|  |                   | E2            | Milwaukee*    | 4 |              |                            |                            |                            |  |    |                        |                        |                        |  |    |                   |                   |                   |
|  | E2                | E2            | Milwaukee*    | 4 | Milwaukee*   | 3                          |                            |                            |  |    |                        |                        |                        |  |    |                   |                   |                   |
|  | E2                |               |               |   | Milwaukee*   | 3                          |                            |                            |  |    |                        |                        |                        |  |    |                   |                   |                   |
|  | E7                | Orlando       | 1             |   |              |                            |                            |                            |  |    |                        |                        |                        |  |    |                   |                   |                   |
|  | E7                | Orlando       | 1             |   |              |                            |                            |                            |  |    |                        |                        |                        |  | E1 | Philadelphia*     | 1                 |                   |
|  |                   |               |               |   |              |                            |                            |                            |  |    |                        |                        |                        |  | E1 | Philadelphia*     | 1                 |                   |
|  |                   | O2            | LA Lakers*    | 4 |              |                            |                            |                            |  |    |                        |                        |                        |  |    |                   |                   |                   |
|  | O1                | O2            | LA Lakers*    | 4 | San Antonio* | 3                          |                            |                            |  |    |                        |                        |                        |  |    |                   |                   |                   |
|  | O1                |               |               |   | San Antonio* | 3                          |                            |                            |  |    |                        |                        |                        |  |    |                   |                   |                   |
|  | O8                | Minnesota     | 1             |   |              |                            |                            |                            |  |    |                        |                        |                        |  |    |                   |                   |                   |
|  | O8                | Minnesota     | 1             |   | O1           | San Antonio*               | 4                          |                            |  |    |                        |                        |                        |  |    |                   |                   |                   |
|  |                   |               |               |   | O1           | San Antonio*               | 4                          |                            |  |    |                        |                        |                        |  |    |                   |                   |                   |
|  |                   | O5            | Dallas        | 1 |              |                            |                            |                            |  |    |                        |                        |                        |  |    |                   |                   |                   |
|  | O4                | O5            | Dallas        | 1 | Utah         | 2                          |                            |                            |  |    |                        |                        |                        |  |    |                   |                   |                   |
|  | O4                |               |               |   | Utah         | 2                          |                            |                            |  |    |                        |                        |                        |  |    |                   |                   |                   |
|  | O5                | Dallas        | 3             |   |              |                            |                            |                            |  |    |                        |                        |                        |  |    |                   |                   |                   |
|  | O5                | Dallas        | 3             |   |              |                            |                            |                            |  | O1 | San Antonio*           | 0                      |                        |  |    |                   |                   |                   |
|  | Conferencia Oeste |               |               |   |              |                            |                            |                            |  | O1 | San Antonio*           | 0                      |                        |  |    |                   |                   |                   |
|  |                   | O2            | LA Lakers*    | 4 |              |                            |                            |                            |  |    |                        |                        |                        |  |    |                   |                   |                   |
|  | O3                | O2            | LA Lakers*    | 4 | Sacramento   | 3                          |                            |                            |  |    |                        |                        |                        |  |    |                   |                   |                   |
|  | O3                |               |               |   | Sacramento   | 3                          |                            |                            |  |    |                        |                        |                        |  |    |                   |                   |                   |
|  | O6                | Phoenix       | 1             |   |              |                            |                            |                            |  |    |                        |                        |                        |  |    |                   |                   |                   |
|  | O6                | Phoenix       | 1             |   | O3           | Sacramento                 | 0                          |                            |  |    |                        |                        |                        |  |    |                   |                   |                   |
|  |                   |               |               |   | O3           | Sacramento                 | 0                          |                            |  |    |                        |                        |                        |  |    |                   |                   |                   |
|  |                   | O2            | LA Lakers*    | 4 |              |                            |                            |                            |  |    |                        |                        |                        |  |    |                   |                   |                   |
|  | O2                | O2            | LA Lakers*    | 4 | LA Lakers*   | 3                          |                            |                            |  |    |                        |                        |                        |  |    |                   |                   |                   |
|  | O2                |               |               |   | LA Lakers*   | 3                          |                            |                            |  |    |                        |                        |                        |  |    |                   |                   |                   |
|  | O7                | Portland      | 0             |   |              |                            |                            |                            |  |    |                        |                        |                        |  |    |                   |                   |                   |

## Estadísticas
| Categoría                    | Jugador          | Equipo              | Estadísticas |
| ---------------------------- | ---------------- | ------------------- | ------------ |
| Puntos por partido           | Allen Iverson    | Philadelphia 76ers  | 31.1         |
| Rebotes por partido          | Dikembe Mutombo  | Atlanta Hawks       | 13.5         |
| Asistencias por partido      | Jason Kidd       | Phoenix Suns        | 9.8          |
| Robos por partido            | Allen Iverson    | Philadelphia 76ers  | 2.5          |
| Tapones por partido          | Theo Ratliff     | Philadelphia 76ers  | 3.7          |
| Porcentaje de tiros de campo | Shaquille O'Neal | Los Angeles Lakers  | 57.2         |
| Porcentaje de tiros libres   | Reggie Miller    | Indiana Pacers      | 92.8         |
| Porcentaje de tiros de tres  | Brent Barry      | Seattle SuperSonics | 47.2         |

## Premios
- MVP de la Temporada
  -  Allen Iverson (Philadelphia 76ers)
- Rookie del Año
  -  Mike Miller (Orlando Magic)
- Mejor Defensor
  -  Dikembe Mutombo (Philadelphia 76ers/Atlanta Hawks)
- Mejor Sexto Hombre
  -  Aaron McKie (Philadelphia 76ers)
- Jugador Más Mejorado
  -  Tracy McGrady (Orlando Magic)
- Entrenador del Año
  -  Larry Brown (Philadelphia 76ers)

| - Primer Quinteto de la Temporada - A - Tim Duncan, San Antonio Spurs - A - Chris Webber, Sacramento Kings - P - Shaquille O'Neal, Los Angeles Lakers - B - Allen Iverson, Philadelphia 76ers - B - Jason Kidd, Phoenix Suns | - Segundo Quinteto de la Temporada - A - Kevin Garnett, Minnesota Timberwolves - A - Vince Carter, Toronto Raptors - P - Dikembe Mutombo, Philadelphia 76ers/Atlanta Hawks - B - Kobe Bryant, Los Angeles Lakers - B - Tracy McGrady, Orlando Magic | - Tercer Quinteto de la Temporada - A - Karl Malone, Utah Jazz - A - Dirk Nowitzki, Dallas Mavericks - P - David Robinson, San Antonio Spurs - B - Gary Payton, Seattle Supersonics - B - Ray Allen, Milwaukee Bucks |

| - Primer Quinteto Defensivo - Tim Duncan, San Antonio Spurs - Kevin Garnett, Minnesota Timberwolves - Dikembe Mutombo, Philadelphia 76ers/Atlanta Hawks - Gary Payton, Seattle Supersonics - Jason Kidd, Phoenix Suns | - Segundo Quinteto Defensivo - Bruce Bowen, Miami Heat - P.J. Brown, Charlotte Hornets - Shaquille O'Neal, Los Angeles Lakers - Kobe Bryant, Los Angeles Lakers - Doug Christie, Sacramento Kings |

| - Mejor Quinteto de Rookies - Mike Miller, Orlando Magic - Kenyon Martin, New Jersey Nets - Marc Jackson, Golden State Warriors - Morris Peterson, Toronto Raptors - Darius Miles, Los Angeles Clippers | - Segundo Mejor Quinteto de Rookies - Hidayet Türkoğlu, Sacramento Kings - Desmond Mason, Seattle Supersonics - Courtney Alexander, Washington Wizards - Marcus Fizer, Chicago Bulls - Chris Mihm, Cleveland Cavaliers |